# Neaetha cerussata
Neaetha cerussata är en spindelart som först beskrevs av Simon 1868.  Neaetha cerussata ingår i släktet Neaetha och familjen hoppspindlar. Inga underarter finns listade i Catalogue of Life.